# Люба (фільм)
Люба (швед. Darling) — кінофільм режисера Йохана Клинга, що вийшов на екрани в 2007 році.

## Зміст
Соціальна комедія, трагікомічна казка про поганих багатих, про простих смертних і нелегкі умови життя в Стокгольмі початку XXI століття. Красива і зациклена на собі егоїстка Ева затіває банальну історію подружньої зради, що стала відправною точкою повільного занурення в життя людей середнього класу і поклала початок дивовижній та приреченій дружбі.

## Ролі
| Актор                | Роль |
| -------------------- | ---- |
| Мішель Медоуз        | -    |
| Міхаель Сегерстрем   | -    |
| Річард Ульфзетер     | -    |
| Майкл Ліндгрен       | -    |
| Марко Івкович        | -    |
| Еріка Сільфверхіельм | -    |
| Хенрік Лундстрем     | -    |
| Таня Лорентцон       | -    |
| Робін Келлер         | -    |
| Йохан Халлстрем      | -    |

## Знімальна група
- Режисер — Йохан Клинг
- Сценарист — Йохан Клинг
- Продюсер — Фредерік Хейніген
- Композитор — Ульф Енгстрем, Роберт Остлунд